# Mauerkammergrab von Gräfentonna

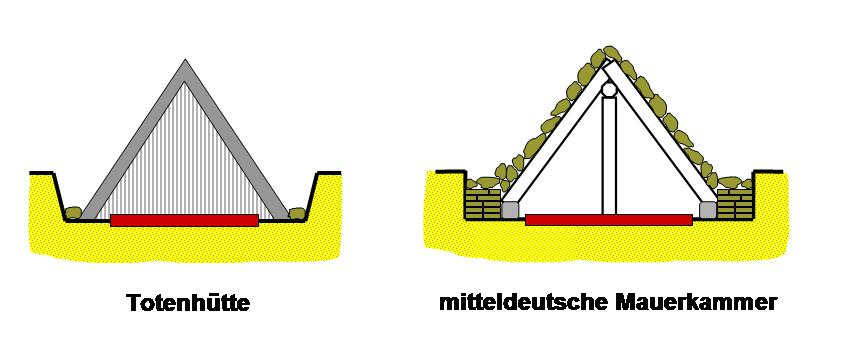
Totenhütte (Bohlenkammer) und Mauerkammergrab

Das Mauerkammergrab von Gräfentonna wurde bei Gräfentonna, einem Ortsteil der Gemeinde Tonna im Landkreis Gotha in Thüringen von Georg Florschütz untersucht. Das Mauerkammergrab lag im vor 1894 abgetragenen Semshög.
Die Ost-West orientierte Kammer hat Seitenwände aus Trockenmauerwerk. Die Kammer war von einer Steinlage bedeckt (Dachabdeckung) und lag in einem Hügel von etwa 30 m Durchmesser und 3,0 m Höhe. Der Grabraum war durch Steinlagen in Quartiere unterteilt.
Florschütz fand in den Quartieren die Reste von mindestens 32 Individuen beiderlei Geschlechts. Die Lage der Skelette war nicht mehr feststellbar, da die Knochen stark zertrümmert waren.
Als Beigaben, die meist in Gruppen von 8 bis 18 Beigaben in der Nähe der Schädel lagen, fanden sich 79 durchbohrte Tierzähne (Dachs, Eber und Hund). In der Kammermitte lagen die Scherben zweier verzierter Gefäße. Eine Scherbe war mit Fischgrätenmuster, warzenförmigen Fortsätzen und Stichverzierung versehen.
Ulrich Fischer (1915–2005) ordnet dieses Grab in die Walternienburg-Bernburger Kultur ein.